# Opisthoncus inconspicuus
Opisthoncus inconspicuus är en spindelart som först beskrevs av Tord Tamerlan Teodor Thorell 1881.  Opisthoncus inconspicuus ingår i släktet Opisthoncus och familjen hoppspindlar. Inga underarter finns listade i Catalogue of Life.